# Manufactures sénégalaises des arts décoratifs

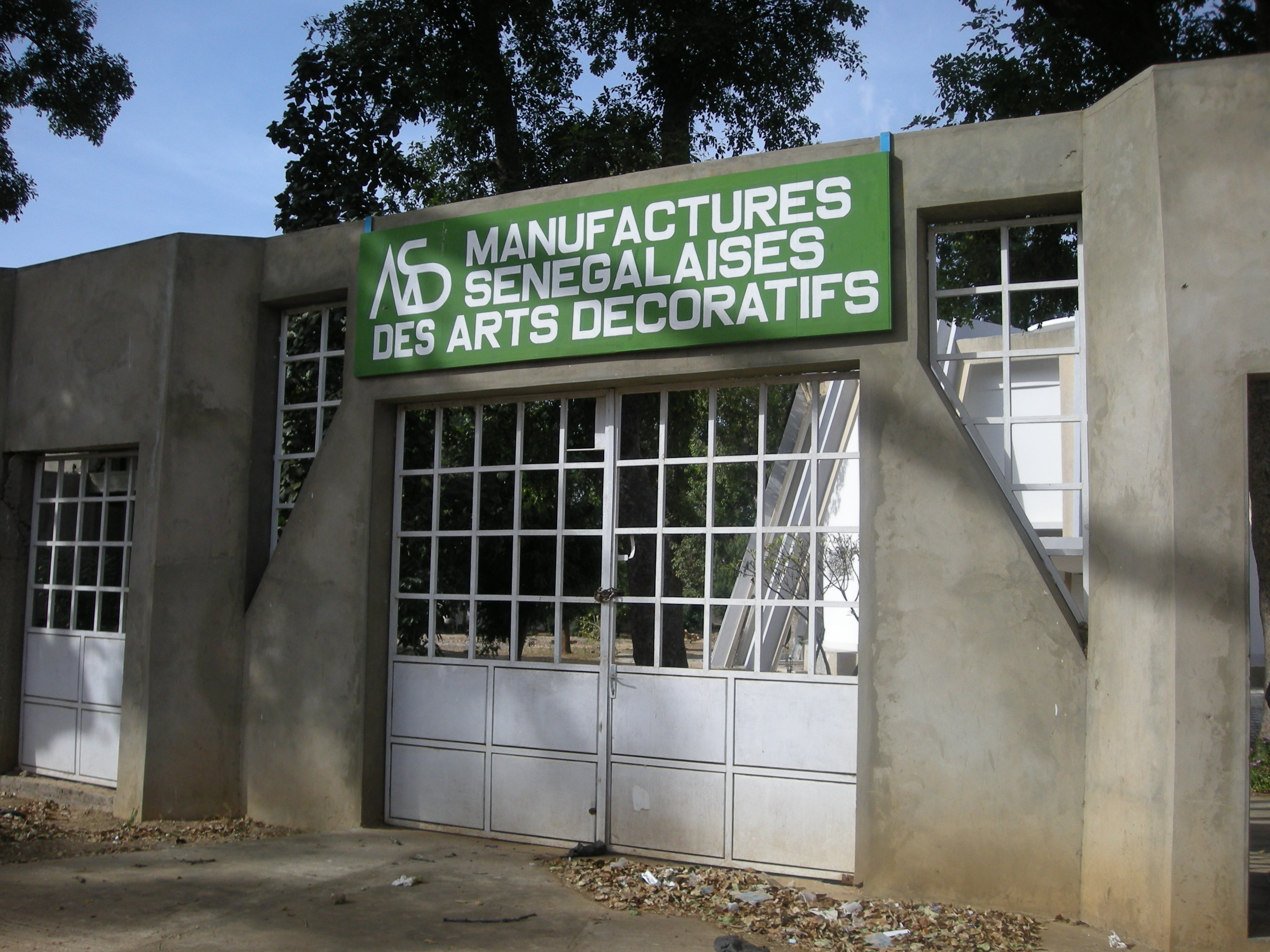
Eingang zu den Werkstätten

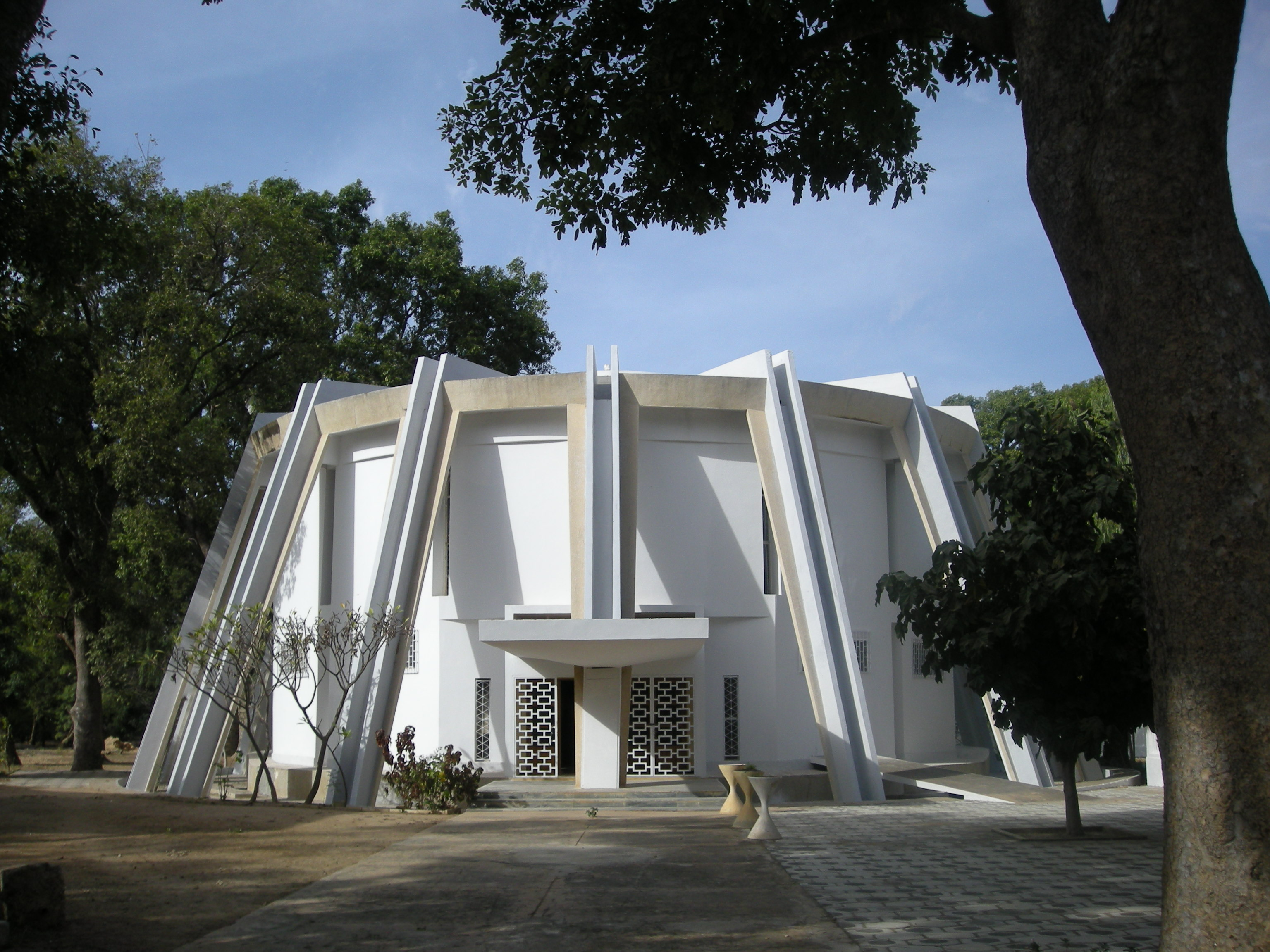
Ausstellungshalle

Die Manufactures sénégalaises des arts décoratifs (MSAD, dt.: „Senegalesische Manufakturen der Schönen Künste“) war eine Atelier-Siedlung in Thiès (Senegal), die 1966 auf Initiative von Präsident Léopold Sédar Senghor gegründet worden waren. 
Nach wirtschaftlichen Schwierigkeiten konnte das Unternehmen seit den 2010er Jahren erneut eine stabile wirtschaftliche Situation erreichen.

## Geschichte

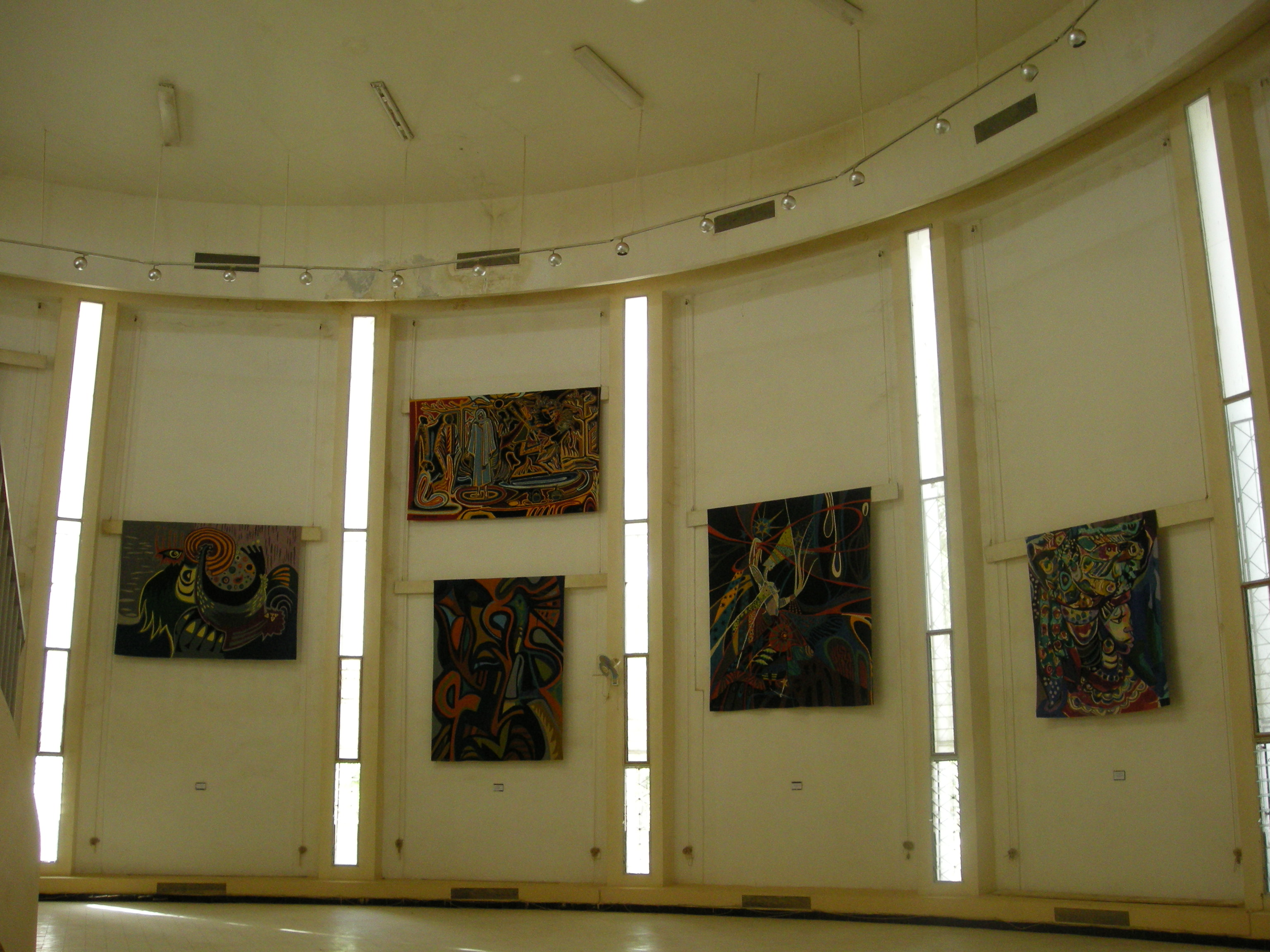
Une exposition tournante des collections.

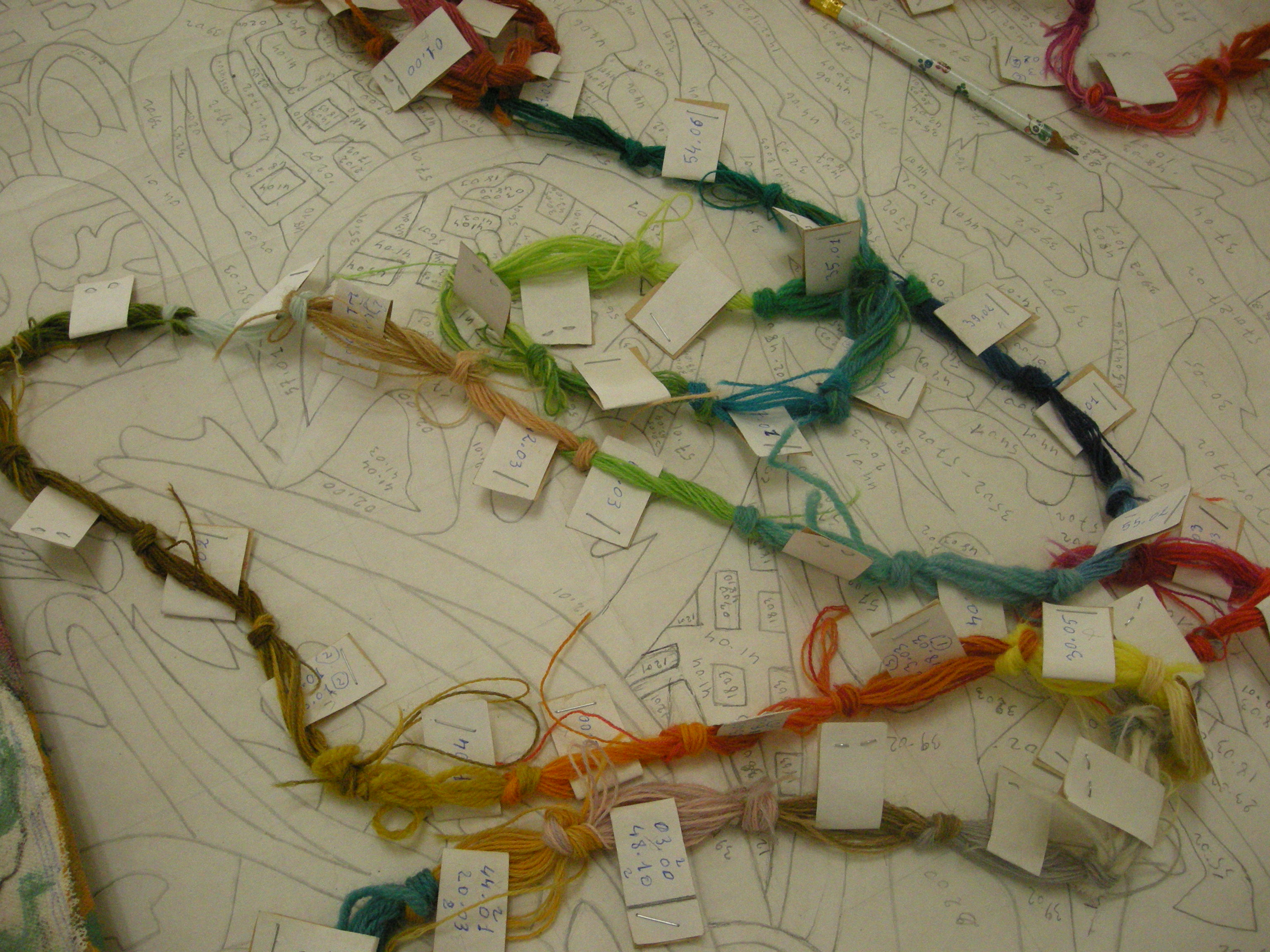
Échantillonnage pour une réalisation en cours.

Nachdem Pape Ibra Tall 1964 an der École des beaux-arts de Dakar die Abteilung „Recherches plastiques nègres“ gegründet hatte, in der sich auch eine experimentelle Werkstatt für Wandteppiche befand, schickte er vier seiner Malerstudenten zur Gobelinherstellung nach Frankreich, um dort moderne Webtechniken zu erlernen.
Im Jahr 1966 wurde im Rahmen der künstlerischen Erneuerungsbewegung der École de Dakar die in Thiès ansässige „Manufacture nationale de tapisserie“ gegründet. Pape Ibra Tall verließ die Kunsthochschule, um die Leitung dieser neuen Struktur zu übernehmen und die Kunst des Senegal in der Welt bekannt zu machen.
Seitdem ist die Manufaktur als „Manufactures Sénégalaises des Arts Décoratifs de Thiès“ (MSAD) bekannt.
Die verschiedenen Direktoren der Manufakturen waren:
- Papa Ibra Tall (1966–1975 et 1989–2010)
- Bocar Ly (1975–1978)
- Diarga Cisse Ndiaye (1978–1980)
- Samba Sarr (1980–1986)
- Alioune Badiane (1986–1989)
- Sidy Seck (2010–2015)
- Aloyse Ndame Diouf (seit 2015)

### Blüte der kreativen Industrie des Senegal
Auf Initiative des künstlerisch veranlagten Präsidenten Léopold Sédar Senghor wurde die Nationale Wandteppichmanufaktur am 4. Dezember 1966 im Beisein mehrerer Persönlichkeiten wie Modibo Keïta, dem Präsidenten von Mali, eingeweiht. Präsident Senghor verkündete bei der Eröffnungszeremonie es sei „Ein Jugendstil für eine neue Nation“.
Im Jahr 1973 änderte die „Manufacture nationale de tapisserie“ ihre Bezeichnung in „Manufactures Sénégalaises des Arts Décoratifs“ (MSAD).

### Die Marke msad
Seit 53 Jahren haben die Manufactures Sénégalaises des Arts Décoratifs Tausende von Wandteppichen in verschiedenen Formaten hergestellt. Diese Wandteppiche, Luxusprodukte, sind das Ergebnis der Expertise talentierter Skulpteure und Teppichwirker.
Die besondere Webtechnik, die in den Werkstätten von Thiès praktiziert wird, ist ein Erbe der Celle rénovée des Manufactures Royales des Gobelins in Paris.
2013 wurde die Serie tapis de sol et de prière auf den MArkt gebracht. 

### Diversifikation
MSAD realisiert mittlerweile auch Mosaiken, graphische Reproduktionen (Lithographie und Serigraphie) und Batik, sowie abgeleitete Produkte.
Einige Stücke werden im so genannten Tour de Rôle gezeigt.